# 叠氮化汞
叠氮化汞是一种无机化合物，化学式为Hg(N3)2，易爆，它在190~300 °C之间不稳定，其溶液对光和震动敏感。它可在50%四氢呋喃水溶液中处理。
叠氮化汞可由硝酸汞和叠氮化钠反应得到，它是正交晶系晶体，空间群Pca21。它和氨水反应，可以得到[Hg2N]N3。它可以形成叠氮配离子[Hg(N3)3]−和[Hg(N3)4]2−。

## 拓展阅读
- T. R. Musgrave, R. N. Keller. . Inorganic Chemistry. 1965-12, 4 (12): 1793–1796  [2021-12-14]. ISSN 0020-1669. doi:10.1021/ic50034a029. （原始内容存档于2021-12-14） （英语）.